# 大林街
大林街為台灣日治時期1943年至1945年間存在之行政區，其原為1920年成立的大林庄，轄屬台南州嘉義郡。今嘉義縣大林鎮。

## 行政區劃
大林街在清治時期及日治時期初期屬打猫東下堡、打猫北堡、打猫東頂堡的48街庄。於1895年8月，屬臺灣民政支部嘉義出張所；1896年4月改隸臺南縣；1897年6月隸屬嘉義縣，1898年6月改隸臺南縣，1901年11月改隸嘉義廳大莆林支廳。1903年3月，因大莆林地區的抗日活動已和緩，大莆林地區併入打貓支廳。1904年2月，嘉義廳實施街庄整併，整併為以下18街庄：
- 打猫東下堡：潭底庄、中林庄、頂員林庄、大埔美庄、林仔前庄、中坑庄
- 打猫北堡：大莆林街、甘蔗崙庄、大湖庄、下埤頭庄、排子路庄
- 打猫東頂堡：三角庄、內林庄、橋仔頭庄、溝背庄、林頭庄、北勢庄、湖仔庄

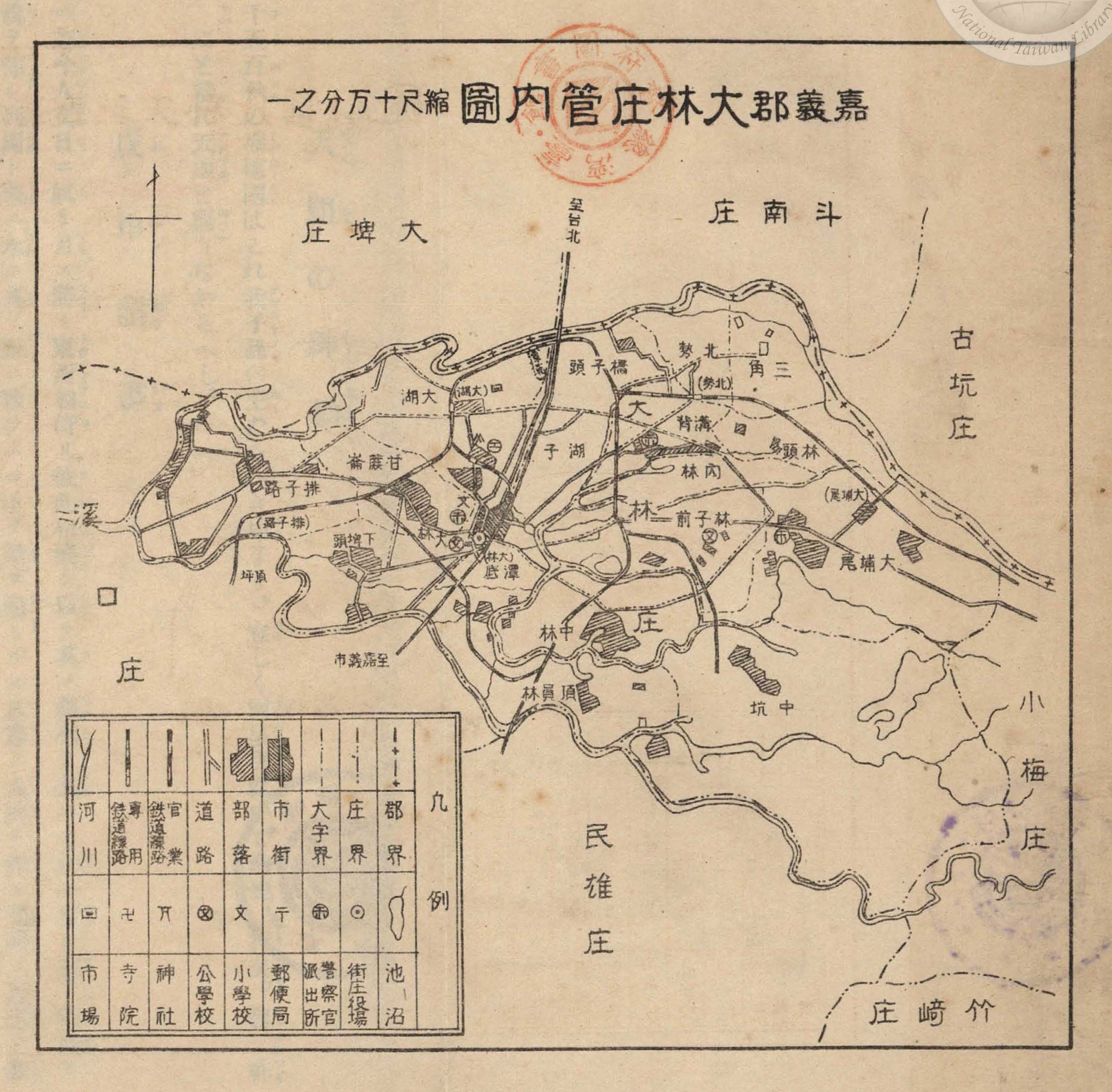
大林庄管內圖

1920年10月1日，原堡里之行政區廢除，街庄改為大字；「大莆林」改稱「大林」，並將上述18街庄合併為臺南州嘉義郡「大林庄」，庄轄域內分為大林、潭底、中林、頂員林、大埔美、林子前、甘蔗崙、中坑、湖子、下埤頭、排子路、內林、三角、橋子頭、溝背、林頭、北勢、大湖等18個大字。
1943年10月1日，大林庄升格為「大林街」。
| 1900年11月                                             | 1904年2月 | 1904年2月 | 1920年10月 | 1920年10月 | 1945年 |
| ------------------------------------------------------ | --------- | --------- | ---------- | ---------- | ------ |
| 中林庄                                                 | 中林區    | 中林      | 大林庄     | 中林       | 大林鎮 |
| 溪邊厝庄、頂員林庄                                     | 中林區    | 頂員林    | 大林庄     | 頂員林     | 大林鎮 |
| 大莆尾庄、油車店庄、牛廍庄、過溪庄、崎頭庄             | 中林區    | 大埔美    | 大林庄     | 大埔美     | 大林鎮 |
| 林仔前庄、水碓庄、林仔頭庄                             | 中林區    | 林仔前    | 大林庄     | 林子前     | 大林鎮 |
| 中坑庄、沙崙仔庄、蔴園藔庄                             | 中林區    | 中坑      | 大林庄     | 中坑       | 大林鎮 |
| 頭家庄、潭底庄、溪心仔庄、過溝庄                       | 大莆林區  | 潭底      | 大林庄     | 潭底       | 大林鎮 |
| 大莆林街                                               | 大莆林區  | 大莆林街  | 大林庄     | 大林       | 大林鎮 |
| 甘蔗崙庄                                               | 大莆林區  | 甘蔗崙    | 大林庄     | 甘蔗崙     | 大林鎮 |
| 大湖庄、早知庄、竹仔腳庄                               | 大莆林區  | 大湖      | 大林庄     | 大湖       | 大林鎮 |
| 下埤頭庄、菜藔庄、湖底庄、新厝庄                       | 大莆林區  | 下埤頭    | 大林庄     | 下埤頭     | 大林鎮 |
| 排仔路庄、瓦磘庄、菜園庄、陳井藔庄、水尾藔庄、水汴頭庄 | 大莆林區  | 排子路    | 大林庄     | 排子路     | 大林鎮 |
| 三角庄                                                 | 內林區    | 三角      | 大林庄     | 三角       | 大林鎮 |
| 內林庄、竹圍仔庄                                       | 內林區    | 內林      | 大林庄     | 內林       | 大林鎮 |
| 橋仔頭庄、崙仔庄、潭墘庄                               | 內林區    | 橋仔頭    | 大林庄     | 橋子頭     | 大林鎮 |
| 溝背庄、堀尾庄、三塊厝庄、土地公前庄、尾厝庄           | 內林區    | 溝背      | 大林庄     | 溝背       | 大林鎮 |
| 頂林頭庄、下林頭庄                                     | 內林區    | 林頭      | 大林庄     | 林頭       | 大林鎮 |
| 北勢仔庄                                               | 內林區    | 北勢      | 大林庄     | 北勢       | 大林鎮 |
| 湖仔庄                                                 | 內林區    | 湖仔      | 大林庄     | 湖子       | 大林鎮 |

## 街庄長
- 江文蔚：1920年至1929年（曾任大莆林區長）
- 藤本大藏：1929年至1937年（曾任臺北廳屬、糖務局屬、新高製糖嘉義工場庶務係長）
- 金子条助：1938年（曾任斗六郡、虎尾郡、新化郡警察課警部、臺南市役所衛生課屬）
- 木村勝：1939年至1944年（曾任小梅庄長、臺北鐵道工場書記）[4]

## 人口
| 大字別 | 內地人 | 臺灣人 | 中華民國人 | 小計   |
| ------ | ------ | ------ | ---------- | ------ |
| 潭底   | 79     | 1,830  | 5          | 1,914  |
| 中林   | 9      | 1,258  |            | 1,267  |
| 頂員林 |        | 667    |            | 667    |
| 大埔美 | 22     | 2,537  | 4          | 2,563  |
| 林子前 | 14     | 853    |            | 867    |
| 中坑   |        | 1,370  |            | 1,370  |
| 大林   | 63     | 1,652  | 37         | 1,752  |
| 甘蔗崙 | 10     | 801    |            | 811    |
| 大湖   | 452    | 1,386  |            | 1,838  |
| 下埤頭 |        | 1,063  |            | 1,063  |
| 排子路 | 1      | 1,748  |            | 1,749  |
| 三角   |        | 222    |            | 222    |
| 內林   |        | 1,094  |            | 1,094  |
| 橋子頭 |        | 370    |            | 370    |
| 溝背   | 5      | 1,797  |            | 1,802  |
| 林頭   |        | 260    |            | 260    |
| 北勢   |        | 261    |            | 261    |
| 湖子   |        | 168    |            | 168    |
| 小計   | 655    | 19,337 | 46         | 20,038 |

## 設施
- 大林街役場
- 大林郵便局（1913年設立嘉義郵便局大莆林出張所）
- 警察官吏派出所：大林、溝背、大埔美派出所
- 大林車站
- 大林尋常高等小學校→大林國民學校（戰後廢校，原址今大林國中）
- 大林公學校→大林南國民學校（今大林國小）
- 大林公學校林子前分教場→林子前國民學校（今三和國小）
- 大林信用組合（1916年設立，今大林鎮農會）
- 大日本製糖製糖嘉義工場（今大林糖廠）
- 大林金刀比羅社（大林糖廠內）
- 昭慶禪寺（1928年設立）
- 大林圳
- 十股圳[6]